# Chad Lamer
Chad Lamer – amerykański zapaśnik walczący w stylu wolnym. Drugi w Pucharze Świata w 2002. Uniwersytecki mistrz świata w 2000 roku.
Zawodnik South Dakota State University. Mistrz North Central Conference w 1995 i 1996. Cztery razy All American (1992-1996) w NCAA Division II, pierwszy w 1994, 1995 i 1996; ósmy w 1992. Outstanding Wrestler w 1996 roku.